# Еро (річка)
Еро (фр. Hérault, окс. Erau / Eraur) — річка в департаменті Еро регіону Лангедок-Русільон на південь  Франції довжиною 160 км.

## Географія
Бере свій початок на горі  Егуаль (Aigoual), на півдні  Севеннського масиву. Вона протікає по департаменту  Гар (Gard), потім перетинає з півночі на південь департамент Еро, якому вона дає своє ім'я, і впадає в Середземне море у міста Агд.

## Гідрологія
Всупереч помилковій думці річка Еро повноводна. Її річна витрата води складає більше 1,3 млрд тонн або 43,7 м³/с при загальній площі басейну 2550 км², що складає 543 л з кожного м² прощади басейну. Наприклад, басейн Уази дає близько 240 л, притому що він вважається дощовим. Складність полягає в тому, що витрата води в річці надзвичайно нерегулярна — від 9 (у серпні) до 84 (в лютому) м³/с.
Раптові паводки, часто викликані випаданням опадів у передгір'ях масиву  Егуаль, можуть перевищити позначку в 1500 м³/с. Для регулювання стоку були побудовані греблі на річці Салаги (в Клермон-л'Еро) і на річці Олівет (в Велан).

## Притоки
- Арр (фр. Arre)
- Віс (фр. Vis)
- Р'етор (фр. Rieutord
- Бюеж (фр. Buèges)
- Ламалу (фр. Lamalou)
- Лерг (фр. Lergue)
- Дурбі (фр. Dourbie)
- Буан (фр. Boyne)
- Пен (фр. Peyne)
- Тонг (фр. Thongue)

## Галерея

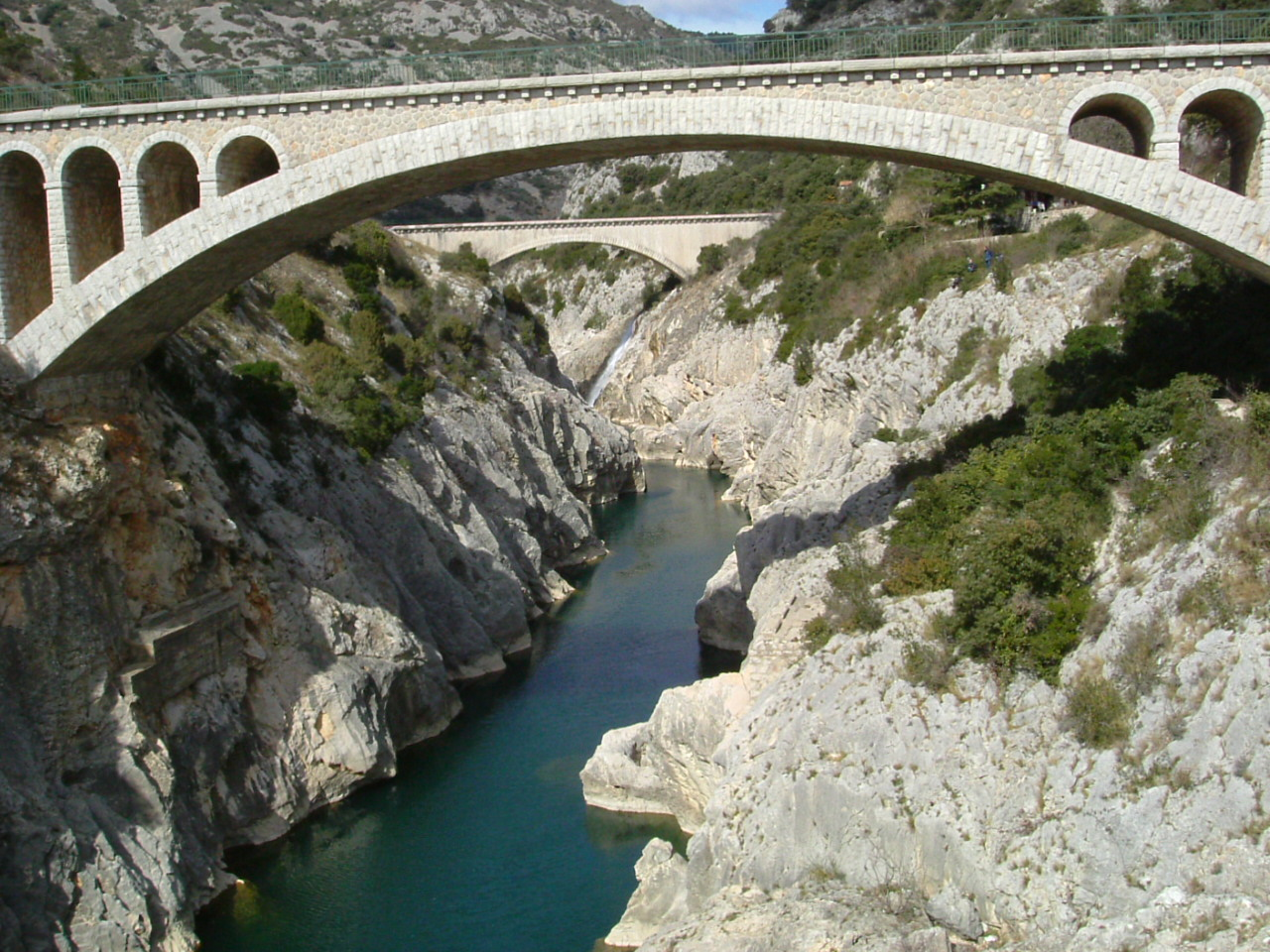
Чортів міст
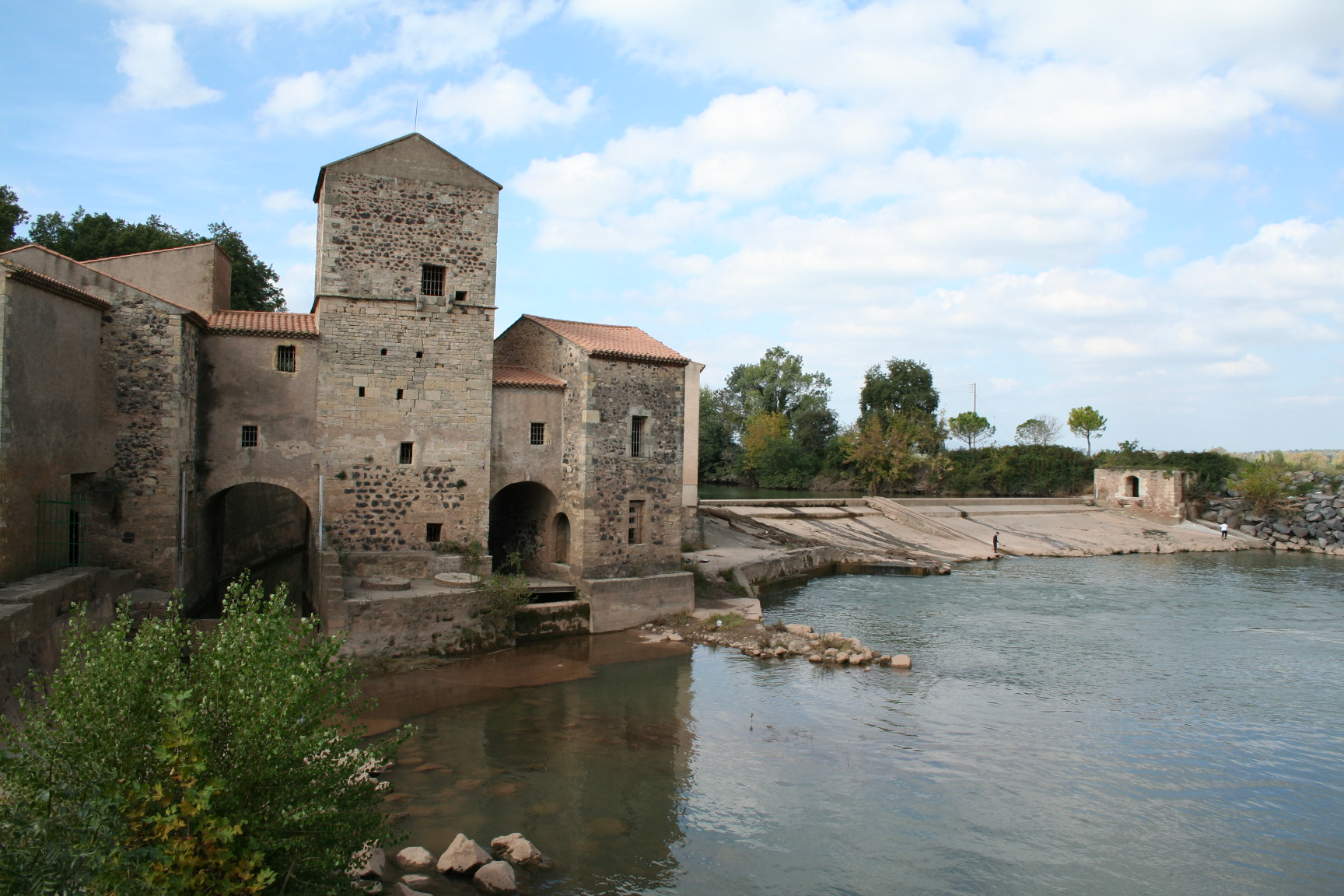
Середньовічний млин на річці Еро
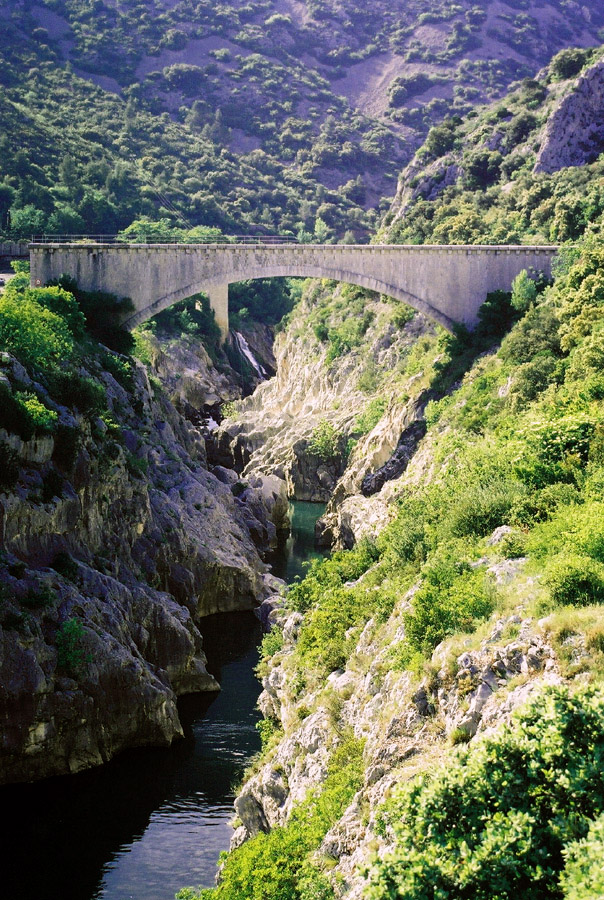
Еро в міжгір'ї
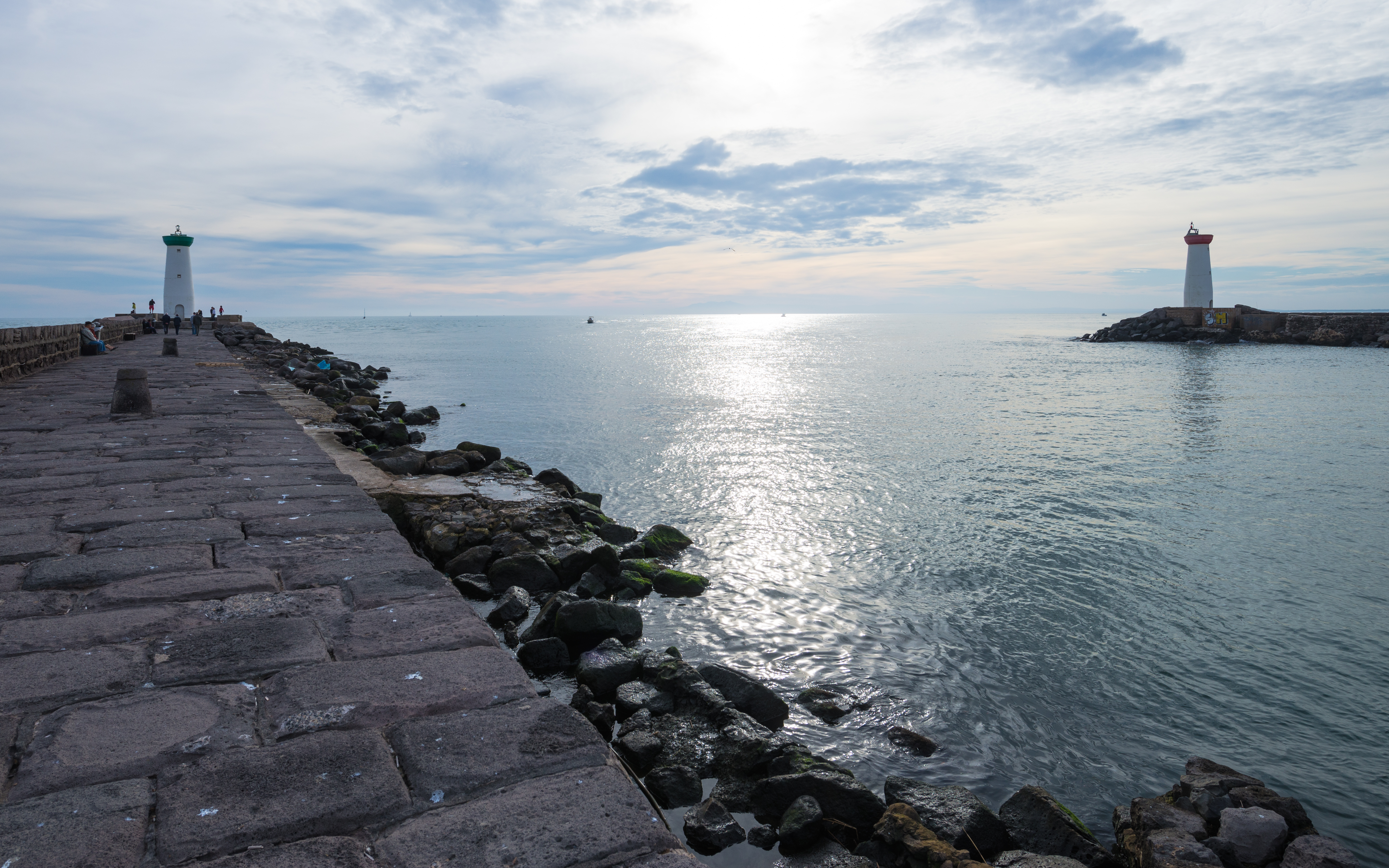
Устя Еро в Агді.
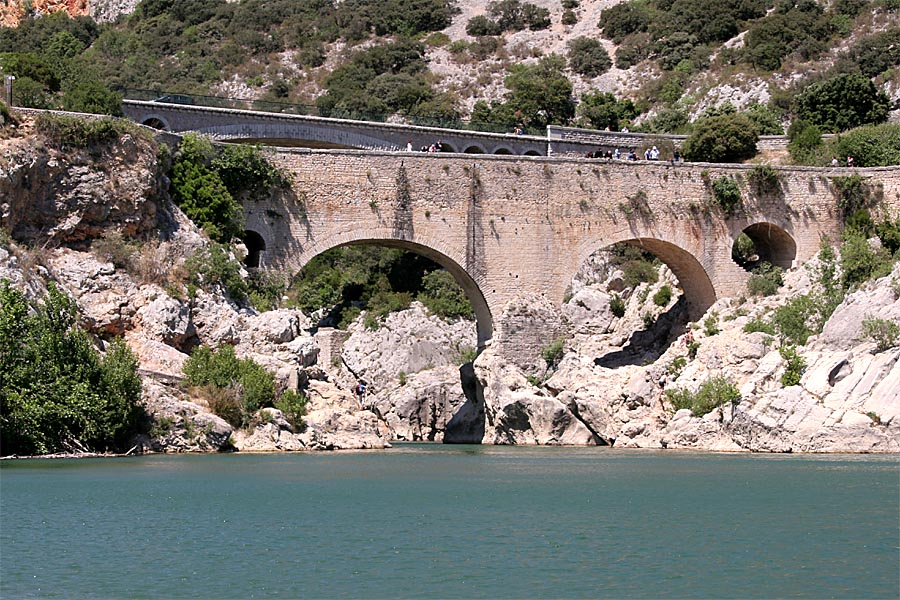
Saint-Guilhem-le-Désert - Pont du Diable du Moyen Age
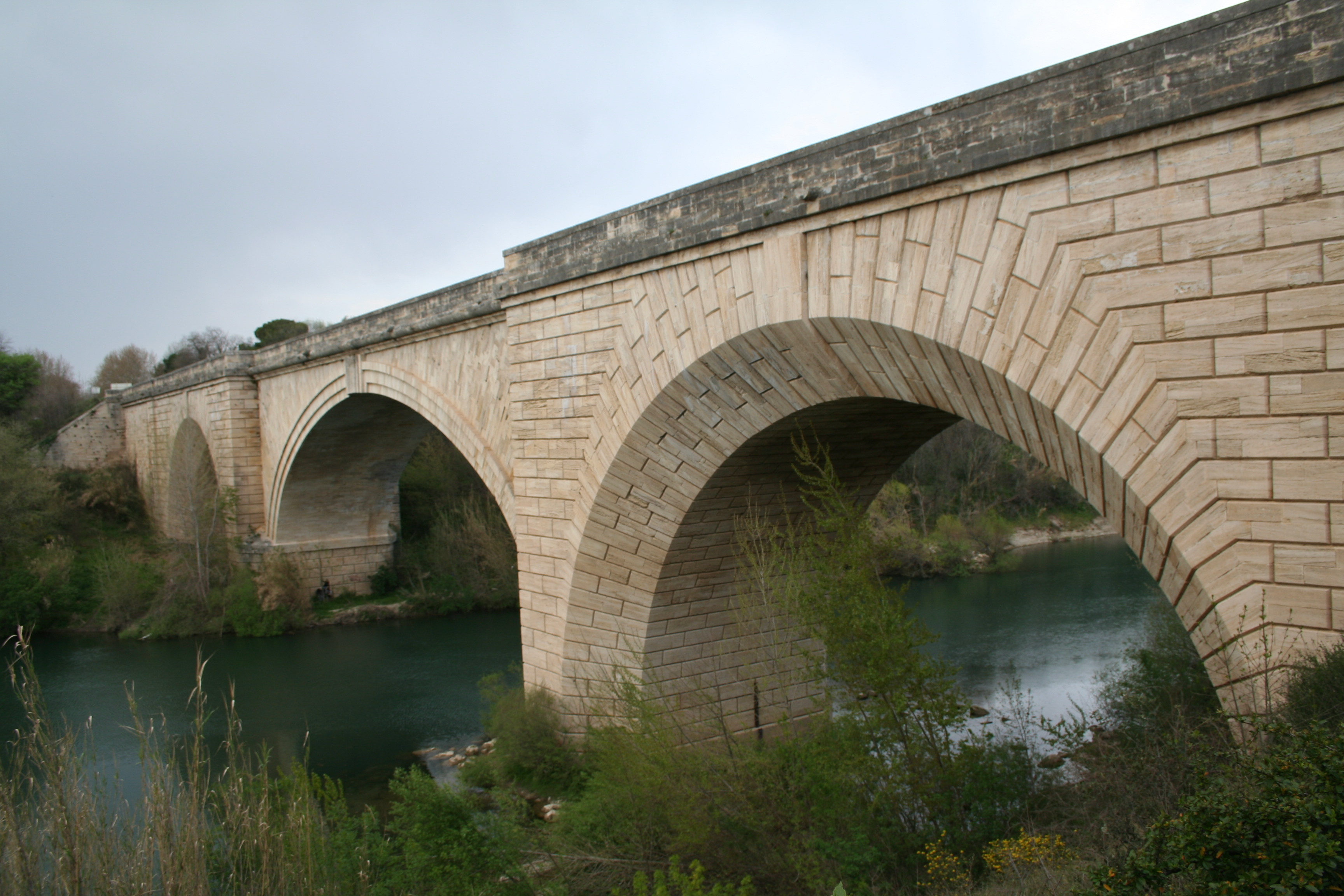
Gignac - Pont du.
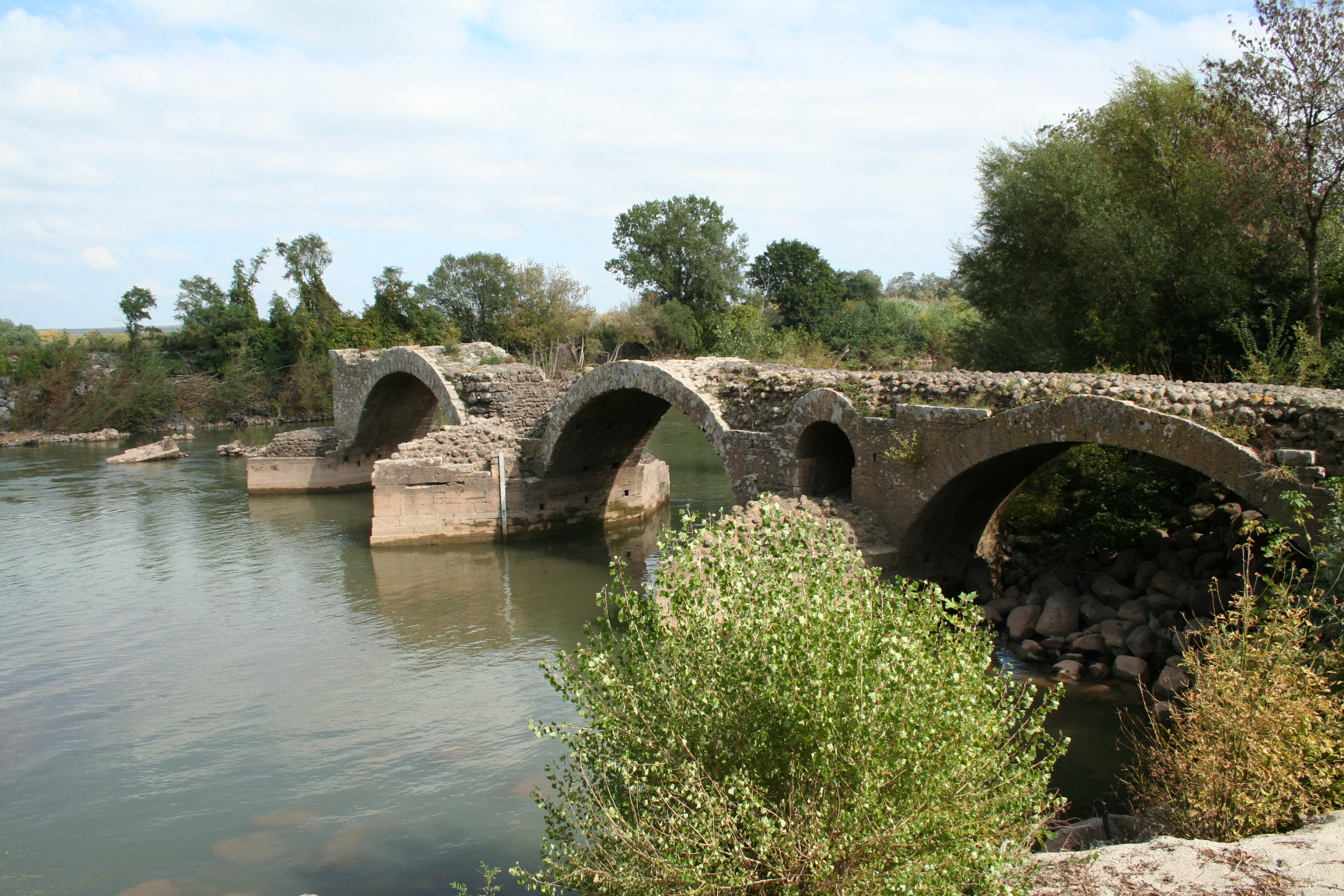
Pont Romain à Saint-Thibéry emprunté par la[Voie Domitienne.
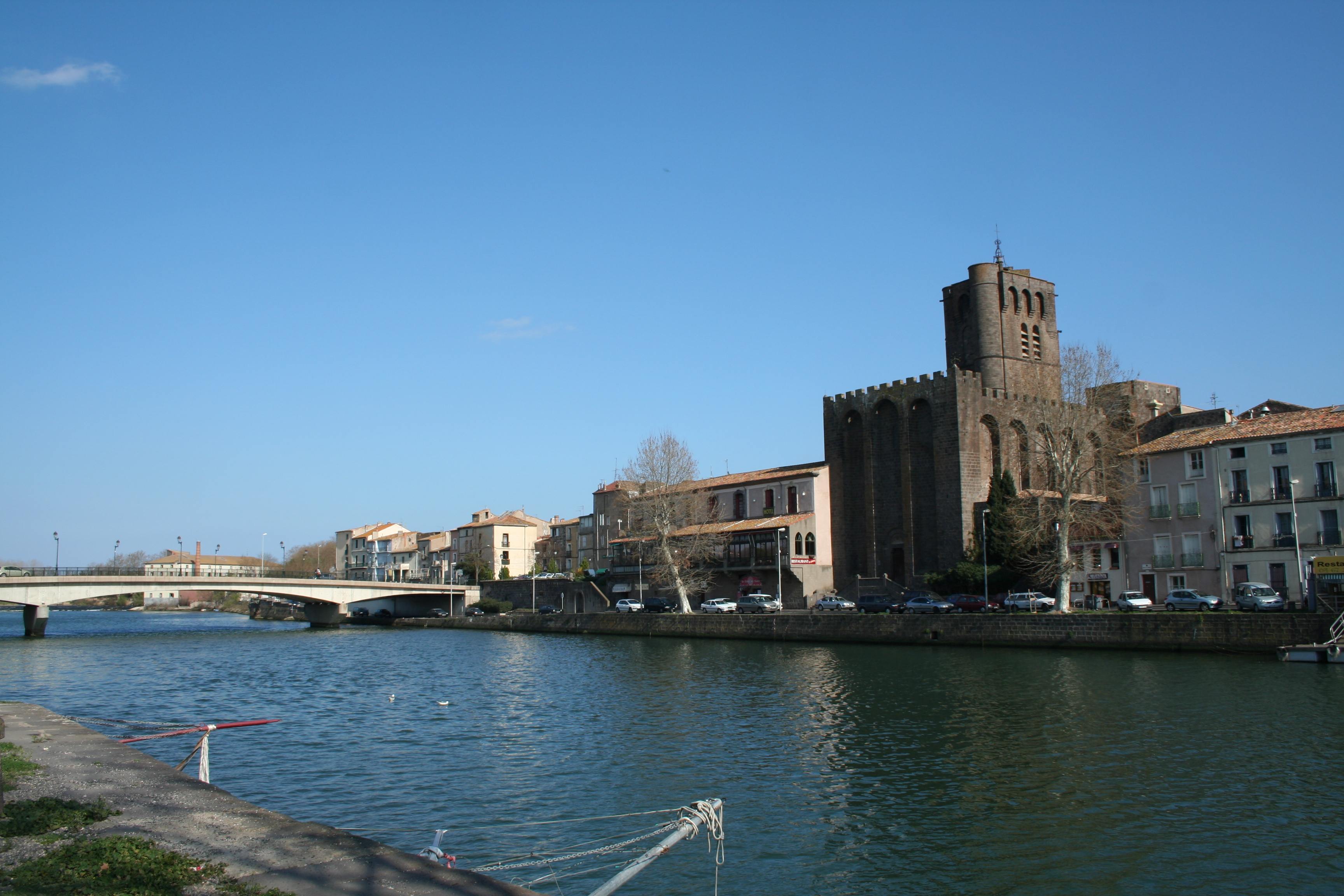
Agde - le fleuve et la Cathédrale Saint-Étienne d'Agde.